# Pâte phyllo
 (juillet 2021).
Si vous disposez d'ouvrages ou d'articles de référence ou si vous connaissez des sites web de qualité traitant du thème abordé ici, merci de compléter l'article en donnant les références utiles à sa vérifiabilité et en les liant à la section « Notes et références ».

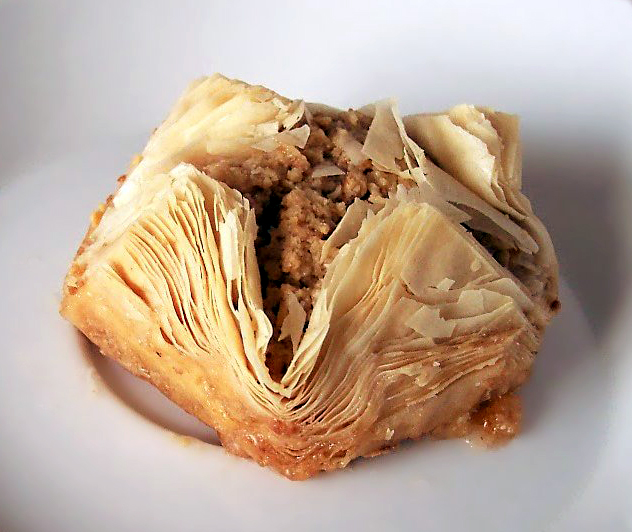
Baklava en pâte phyllo.

La pâte phyllo (grec moderne : φύλλο / fýllo) aussi orthographiée filo, yufka en Turquie, кора за баница (kora za banitsa) en Bulgarie, malsouqa en Tunisie, dioul en Algérie, ouarqa au Maroc,  est une mince pâte feuilletée utilisée dans la cuisine méditerranéenne et orientale. Son nom vient du grec ancien φύλλον (phýllon), qui signifie « feuille ».
L'épaisseur peut varier de celle d'une feuille de papier à plusieurs millimètres. Cette pâte est utilisée dans les cuisines maghrébine, grecque, turque, levantine, balkanique (en), bulgare etc.

## Origine
L'origine de la pâte phyllo est incertaine, bien que de nombreuses cultures s'en attribuent la création. Elle est utilisée dans de nombreux pays du bassin méditerranéen et dans les Balkans. 
Selon The Oxford Companion to Food, « bien que les Européens et les Nord-Américains la connaissent sous un nom grec, cette pâte est clairement d'origine turque ». 
Elle est proche du brick, utilisé dans  les cuisines du monde, qui est apparu au XIe siècle en Afrique du Nord. Mais le brick a une composition légèrement différente de la pâte phyllo : farine de blé ou de semoule de blé, amidon de maïs, eau et sel.

## Usages
La feuille de phyllo est beaucoup plus fragile que la feuille de brick. Elle est parfois aussi fine qu’une feuille de cigarette et doit alors se manipuler avec précaution. 
Elle est utilisée dans de nombreuses pâtisseries, comme les böreks (bourek dans la cuisine algérienne, byrek dans la cuisine albanaise ou encore burek dans la cuisine serbe et bulgare), ou encore les baklavas.
Dans la cuisine germanique, la pâte est appelée Strudelteig, et les pâtisseries à la pâte phyllo sont les Strudel.
En Grèce, elle sert à la confection des chaussons traditionnels, les spanakópita.
Le yufka est un pain plat sans levain de la cuisine turque. Les feuilles de yufka sont plus fines qu’une tortilla mais plus épaisses que celles de phyllo auxquelles elles sont parfois assimilées.
En France, la croustade aux pommes ou tourtière gasconne est une pâtisserie populaire qui utilise la pâte phyllo.

## Préparation
À partir d'un mélange de farine (type 45), de sel, d'eau et de matière grasse (le plus souvent de l'huile d'olive), la pâte est travaillée au rouleau, ou à la main, par étirage et roulage successifs, jusqu'à obtenir une feuille translucide aussi mince que du papier de soie.
Le produit est utilisé en plusieurs feuilles superposées, souvent badigeonnées de beurre, ou une seule, pliée en chausson selon la taille, puis cuit au four.